# Paramiana
Paramiana is een geslacht van vlinders van de familie Uilen (Noctuidae), uit de onderfamilie Hadeninae.

## Soorten
- P. callaisata Blanchard, 1972
- P. canoa Barnes, 1907
- P. endopolia Dyar, 1912
- P. marina Smith, 1906
- P. perissa Nye, 1975
- P. smaragdina Neumoegen, 1883